# Telolecithus pugetensis
Telolecithus pugetensis är en plattmaskart. Telolecithus pugetensis ingår i släktet Telolecithus och familjen Monorchiidae. Inga underarter finns listade i Catalogue of Life.